# Psylliodes luteolus
Psylliodes luteolus es una especie de insecto coleóptero de la familia Chrysomelidae.
Fue descrita científicamente en 1776 por O. F. Müller.